# 오노촌 (미야기현)
오노촌(小野村)은 미야기현 모노군 남서부에 있던 촌이다. 현재의 히가시마쓰시마시에 해당한다.

## 역사
- 1889년 4월 1일 - 정촌제 시행에 수반해 8촌의 구역으로 성립하였다.
- 1955년 4월 1일 - 노비루촌, 미야토촌과 신설합병해, 나루세정이 되었다. 동일 오노촌이 폐지되었다.

## 교통

### 철도
- 일본국유철도 센세키 선

## 참고문헌
- 『宮城県町村合併誌』（宮城県地方課、1958年）